# Thomas Mevius
Thomas Mevius (* 21. Dezember 1524 in Stargard in Pommern; † 21. Oktober 1580 in Greifswald) war ein deutscher Rechtsgelehrter und Hochschullehrer.

## Leben
Thomas Mevius besuchte das Pädagogium in Stettin und studierte an der Brandenburgischen Universität Frankfurt, der Leucorea und der Katholischen Universität Löwen. Anschließend reiste er durch Frankreich und Italien, wo er an der Universität Bologna zum Doktor beider Rechte promoviert wurde.
1560 wurde er Professor der Rechte an der Universität Greifswald und bald darauf zum fürstlichen Rat an den Hof des Herzogs von Pommern-Wolgast berufen. Er war vermutlich der erste Direktor des 1563 gegründeten Greifswalder Konsistoriums. In den Jahren 1563/64 und 1578/79 war er Rektor der Greifswalder Hochschule.

## Familie
Thomas Mevius war ein Sohn des Stargarder Bürgermeisters Joachim Mevius (auch Mevess) (1490–1565) und dessen Ehefrau Gertrud Appelmann (* 1490).
Er war seit 1561 verheiratet mit Anna Falck (1543–1614), einer Tochter des Stettiner Ratskanzlers Johann Falck (1510–1571).
Sein Sohn Friedrich (1576–1636) und sein Enkel David Mevius (1609–1670) wurden Juraprofessoren an der Universität Greifswald.
Seine Tochter Sibylla (1562–1630) heiratete den Greifswalder Ratsherrn und Bürgermeister Joachim Völschow (1550–1597). Deren Sohn Joachim Völschow (1591–1664) wurde 1623 ebenfalls Juraprofessor in Greifswald. Deren Tochter Sibylle Völschow (1584–1655) war verheiratet mit dem Greifswalder Professor Johann Trygophorus (1579/80–1626).
Seine Tochter Elisabeth (1568–1635) wurde verheiratet mit dem Juristen und pommerschen Kanzler Daniel Runge (1561–1629).